# Interstate 115
Pour les articles homonymes, voir Route 115.
L'interstate 115 est une courte autoroute inter-États du Montana, plus précisément dans la ville de Butte. L'autoroute est en multiplex avec I-15 Bus./I-90 Bus sur tout son tracé. L'autoroute débute à un échangeur à la jonction des autoroutes I-15 et I-90 dans des secteurs ruraux de l'ouest de Butte. Elle comporte également un échangeur avec Excelsior Avenue. La route a été entièrement mise aux normes durant les années 1960 et améliorée en 2005.

## Description du tracé
L'autoroute débute à un échangeur avec le multiplex I-15 / I-90. Elle prend alors une trajectoire ouest/est jusqu'à son seul échangeur (sortie 1 pour Excelsior St). Immédiatement après la sortie, l'I-115 devient un boulevard urbain car elle possède plusieurs intersections. C'est à son intersection en T avec Montana Avenue que l'I-115 atteint son terminus est après avoir parcouru 1.2 mile dans la ville de Butte au Montana.

## Histoire
Le développement d'une autoroute dans le corridor actuel de l'I-115 a été proposé dans les années 1950. Un projet de tracé autour de la ville de Butte est présenté en 1955. L'I-115 a été financée grâce à des fonds du gouvernement fédéral.

## Liste des Sorties
| Interstate 115    |              |      |      |        |                                                                 |                                                                   |
| Comté             | Municipalité | mi   | km   | Sortie | Intersections / Destinations                                    | Notes                                                             |
| Silver Bow        | Butte        | 0,00 | 0,00 |        | I-15 sud / I-90 ouest – Billings, Helena, Idaho Falls, Missoula | Sortie 124 de l'I-15 / I-90; pas d'accès à l'I-15 nord / I-90 est |
| Silver Bow        | Butte        | 1,19 | 1,92 | 1      | Excelsior Avenue – Walkerville                                  |                                                                   |
| Silver Bow        | Butte        | 1,19 | 1,92 |        | Iron Street                                                     | Continue au-delà d'Excelsior Avenue                               |
| - Accès incomplet |              |      |      |        |                                                                 |                                                                   |